# Automeris nigra
Automeris nigra är en fjärilsart som beskrevs av Eugène Louis Bouvier. Automeris nigra ingår i släktet Automeris och familjen påfågelsspinnare. Inga underarter finns listade i Catalogue of Life.